# Tony Ugoh
Anthony Ike Ugoh, Jr.  (Houston, Texas, 17 de novembro de 1983) é um ex-jogador de futebol americano da NFL que atuava na posição de offensive tackle na National Football League. Filho de imigrantes nigerianos, Tony Ugoh mede 1,96m e pesa aproximadamente 137kg. Ele jogou pela Universidade do Arkansas onde ficou conhecido por sua velocidade e força.

## Carreira

### High school
Tony Ugoh atuou por dois colégios diferentes: o Wells Middle School e o Westfield High School em Spring no estado do Texas, sempre como LT (left tackle). 

### Universidade de Arkansas
Ugoh jogou futebol americano pela  University of Arkansas. Durante a sua carreira ele começou 35 dos 43 jogos em que participou sendo nomeado no terceiro time do All-America pela Associated Press e também foi nomeado como All-SEC. 

### NFL
Ugoh foi selecionado pelo Indianapolis Colts na segunda rodada do Draft de 2007. Ele assumiu logo no primeiro ano como titular na função de left tackle após a aposentadoria de Tarik Glenn. Apesar do desempenho abaixo do esperado, Tony Ugoh ainda caminhava para se firmar como um offensive lineman dominante na franquia mas ele acabou não correspondendo de vez, sendo dispensado pelos Colts em 8 de setembro de 2010. Ainda em 2010 ele assinou com o Detroit Lions. Ele assinou então com o Detroit Lions, onde permaneceu por um ano. Ao fim de 2011, Ugoh fechou com o New York Giants mas foi dispensado ao término da temporada.
Em 26 de julho de 2012, Tony Ugoh assinou com o Kansas City Chiefs mas foi dispensado quatro dias depois e então anunciou sua aposentadoria.